# 腰椎穿刺
腰椎穿刺（ようついせんし）は脊椎穿刺（英語: Lumbar puncture又はspinal tap ）とも呼ばれ、診断・検査のために脳脊髄液（または髄液）を採取するために、脊柱管に針を挿入する医療処置である。腰椎穿刺の主な理由は、脳や脊髄を含む中枢神経系の病気の診断に役立てることである。これらの状態の例には、髄膜炎およびくも膜下出血などがある。条件によっては疾患の治療目的に行われることもある。頭蓋内圧（頭蓋骨内の圧力）が既に上昇している場合は、脳実質が圧力により脊髄に向かって押し出される（脳ヘルニア）リスクがあるため、禁忌である。場合によっては、腰椎穿刺を安全に実施できないことがある（たとえば、重度の出血傾向）。安全な処置と見なされているが、硬膜穿刺後頭痛（Post Dural Puncture Headache: PDPH）は、細い非カッティング針を使用しない場合によく起こる副作用である。
この手順は通常、無菌的に局所麻酔下で行われる。専用の注射針（脊椎針）を使用してくも膜下腔を穿刺し、髄液を採集する。髄液は、生化学的、微生物学的、および細胞学的分析のために検査室に送られる場合がある。穿刺の位置決めに超音波を使用すると、成功率が高まる可能性がある。
腰椎穿刺は、1891年にドイツの医師ハインリヒ・クインケによって初めて行われた。

## 適応
診断または疾患の治療を適応として、腰椎穿刺を行って良い。

### 診断
腰椎穿刺の主な診断適応症は、脳脊髄液（髄液）の採取である。髄液を分析すれば、中枢神経系に影響を及ぼす感染症、炎症性疾患および腫瘍性疾患を除外できる可能性がある。最も一般的な目的は、髄膜炎が疑われる場合である。これは、生命を脅かすが高度な治療が可能な状態である髄膜炎を除外できる信頼できる手段が他にないためである。腰椎穿刺は、第1期または第2期のトリパノソーマ ブルーセイ（アフリカ睡眠病の病原体）に感染しているかどうかを検出するためにも行われる。乳幼児は、通常、原因不明の発熱に対するルーチン精査の一環として、腰椎穿刺が必要である。これは、高齢者よりも髄膜炎の発生率が高いためである。また乳児は、成人のように首のこわばりや頭痛などの髄膜刺激（髄膜炎）の古典的な症状を確実に示すとは限らない。あらゆる年齢層において、くも膜下出血、水頭症、良性頭蓋内圧亢進症、および他の多くの診断が、この検査で支持または除外される可能性がある。また、癌性髄膜炎や髄芽腫など、髄液中の悪性細胞の存在を検出するためにも行って良い。たとえば、赤血球（RBC）が10個/mm³未満の髄液は、くも膜下出血の精密検査の状況では「陰性」タップと判定される。「陽性」のタップは、RBC数が100/mm³以上である。

### 治療
腰椎穿刺は、特に脊髄くも膜下麻酔または化学療法のために、薬剤を脳脊髄液に（髄腔内）注入するためにも行われる。
複数回の腰椎穿刺は、良性頭蓋内圧亢進症（IIH） の一時的な治療に役立つ場合がある。この疾患は、頭痛や永久的な視力喪失を引き起こす可能性がある 髄液 の圧力上昇を特徴としている。治療は投薬が中心だが、腰椎穿刺を複数回行うことで症状が改善する場合もある。不快感と処置のリスク、および効果の持続時間が短いため、主要な治療法としては推奨されない。
さらに、正常圧水頭症（尿失禁、歩行能力の悪化、および認知症を特徴とする）の一部の患者は、髄液の除去後に症状がいくらか緩和される。

## 禁忌
腰椎穿刺は、次の状況では実行するべきではない。
- 特発性（原因不明）の頭蓋内圧（ICP）上昇
  - 理論的根拠: 頭蓋内圧上昇時の腰椎穿刺は、鉤ヘルニアを引き起こす可能性がある
  - 例外: 頭蓋内圧を下げるための腰椎穿刺の治療的施行。ただし、閉塞機転（例:第3脳室）が除外されている場合に限る。
  - 注意事項
    - 脳CT、特に次の状況で
      - 年齢>65
      - Glasgow Coma Scale悪化
      - 最近のてんかん発作歴
      - 神経学的巣症状
      - 異常な呼吸パターン
      - 徐脈と意識低下を伴う高血圧

    - 眼底検査時の視神経乳頭浮腫（英語版）
- 出血素因（相対的禁忌）
  - 凝固障害
  - 血小板数の減少（<50x109/L）
- 感染症
  - 穿刺部位の皮膚感染症
- 脊椎変形（脊柱側弯症または脊柱後弯症）（非熟練医師は行うべきでない）[13][14]

## 副作用

### 頭痛
吐き気を伴う硬膜穿刺後頭痛は、最も一般的な合併症である。多くの場合、鎮痛剤や輸液が症状を軽減する。この合併症は、穿刺成功後2時間は厳密に仰臥位を維持することで防ぐことができると長い間教えられてきた。これは、多数の人々を対象とした現代の研究では証明されていない。坐位では無く側臥位で穿刺を行うと、リスクが軽減される可能性がある。静脈内カフェイン注射は、これらの脊髄性頭痛に非常に効果的である。長時間寝ていても持続し、起きているときだけ起こる頭痛は、腰椎穿刺部位からの髄液漏出を示している可能性がある。それは、より長時間安静にするか、硬膜外血液パッチによって治療可能である。この場合、患者自身の血液が漏出部位に注入され、血栓が形成されて硬膜の漏出が封鎖される。
「非外傷性（英語: atraumatic）」針を使用すれば、頭痛のリスクと鎮痛および血液パッチの必要性が大幅に減少する。これは、手技の成功率に影響を与えない。コストと難易度は似たようなものだが、採用率は低く、2014年時点で約16%に過ぎないと報告されている。
頭痛は、硬膜の偶発的穿刺によって引き起こされる可能性がある。

### 他
腰椎穿刺針の側面と脊髄神経根の間の接触は、処置中に脚に異常な感覚（パレステジア）を引き起こす可能性がある。これは無害であり、万一の場合の不安を最小限に抑えるために、事前に患者に警告しておいてもよい。
適切に実施された腰椎穿刺の深刻な合併症は非常にまれである。それらには、脊髄または硬膜外出血、癒着性クモ膜炎、および脊髄または脊髄神経根への外傷が含まれ、筋力低下または感覚の喪失、果ては対麻痺さえも引き起こし得る。後者は非常にまれである。なぜなら、脊髄が終了するレベル（通常は第1腰椎の下縁だが、乳児ではわずかに低い）は、腰椎穿刺の適切な位置（第3、4腰椎間）よりも数椎間上である。腰椎穿刺が異常な硬膜動静脈奇形の穿孔を引き起こし、重篤な硬膜外出血を引き起こしたという症例報告がある。これは非常にまれである。
硬膜外感染症が存在するか疑われる場合、局所感染または皮膚科学的問題により穿刺部位に感染のリスクがある場合、または背中の痛みを伴う重度の精神病または神経症の患者では、この手技は推奨されない。一部の専門家は、初圧が異常な場合に髄液を抜くと、脊髄圧迫または脳ヘルニアが発生する可能性があると考えている。そのような出来事は単なる偶然の一致であり、診断のために腰椎穿刺が行われたのと同じ病態生理により独立して発生したとする意見もある。いずれにせよ、頭蓋内腫瘤が疑われる場合は、腰椎穿刺の前に脳のコンピューター断層撮影が行われることがよくある。
髄液漏は、腰椎穿刺手順に起因する可能性がある。

## 手技

### 機序

腰椎穿刺の模式図（横断面）

脳と脊髄は合計125-150ml（成人の場合）の脳脊髄液の層に包まれている。髄液は衝撃吸収材として機能し、栄養素や老廃物の移動のための媒体でもある。大部分は脳内の脈絡叢によって生成され、血液循環に（主にクモ膜顆粒によって）再吸収される前に、そこから他の領域に循環する。
脳脊髄液には、で腰椎槽で最も安全に到達できる。第1または第2腰椎（略称L1またはL2）の下で、脊髄は終端となる（脊髄円錐）。神経はこの下の脊椎に沿って続くが、馬尾と呼ばれる神経線維の緩い束になっている。馬尾のレベルで脊椎に針を挿入すると、これらのゆるい線維が損傷することなく針の邪魔にならないため、リスクが低くなる。腰椎槽は第2仙椎まで伸びている。

### 手順

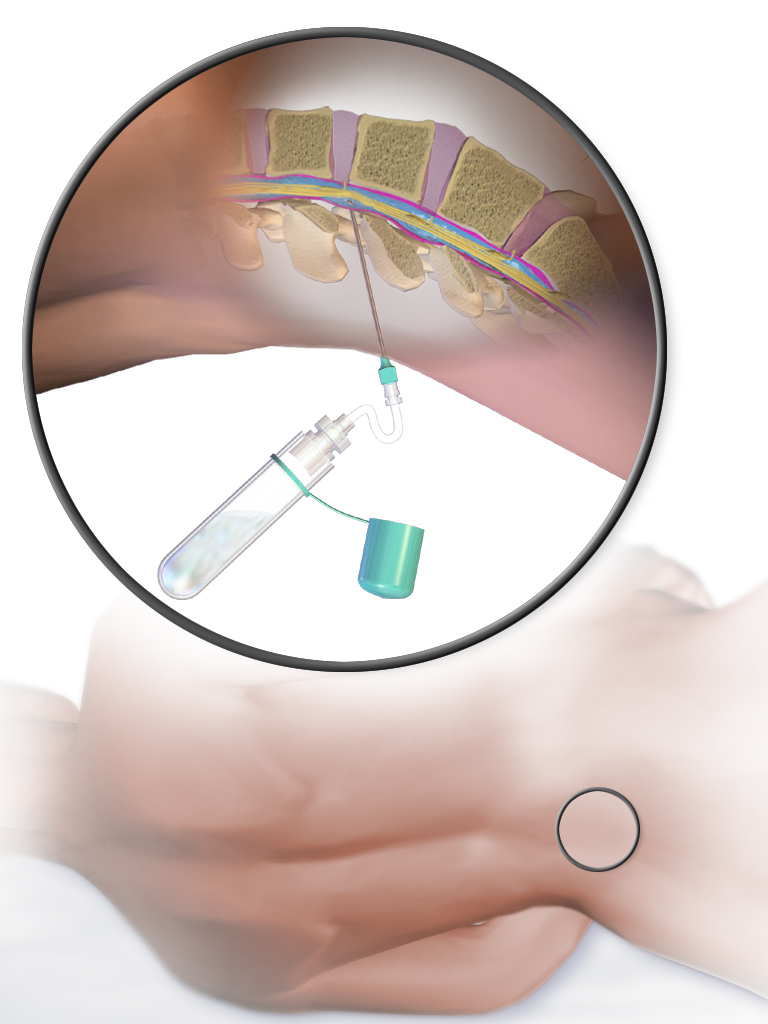
腰椎穿刺（スパイナルタップ）を描いたイラスト。中空針から滴下する髄液を清潔容器に採取する。

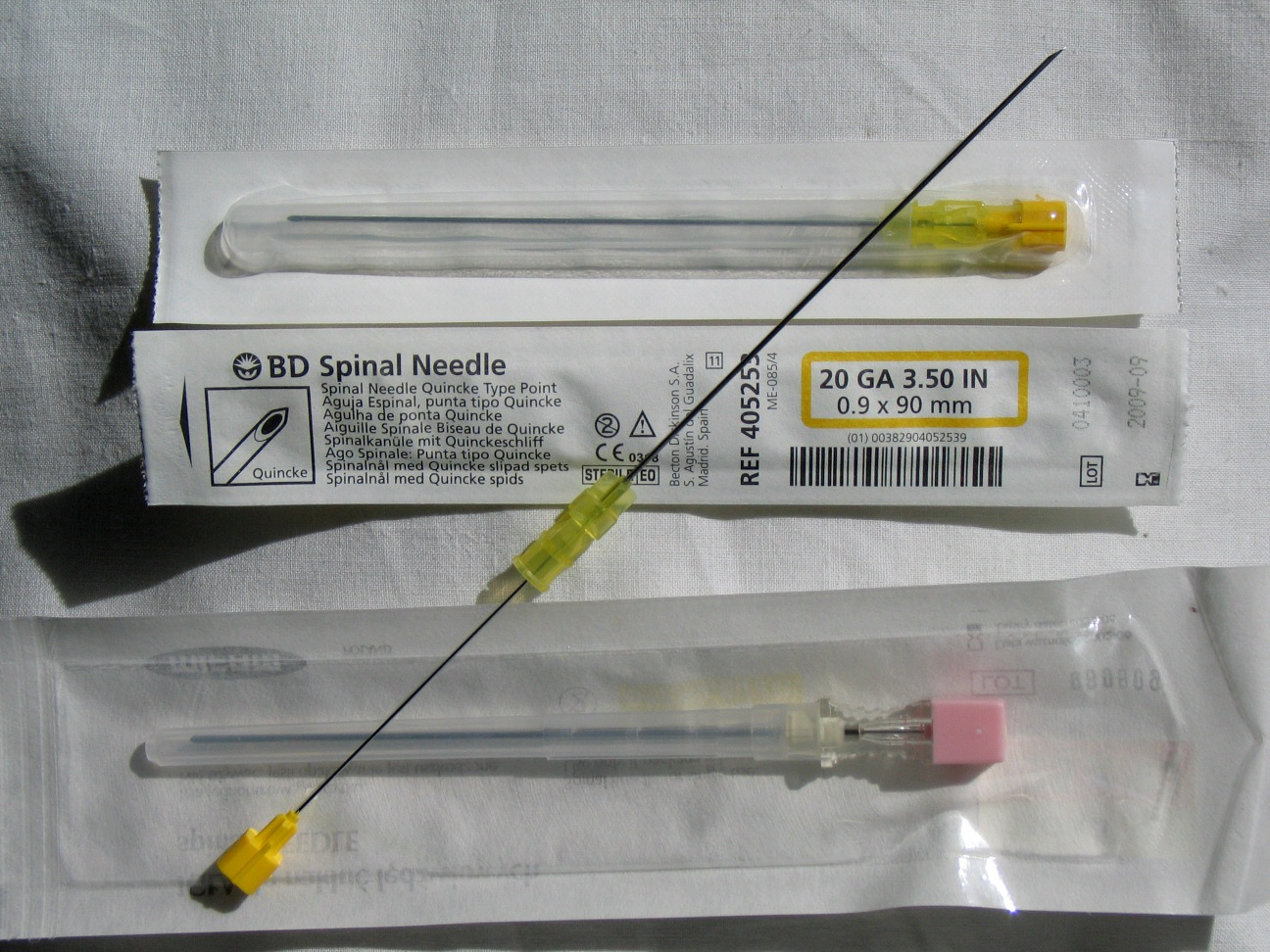
腰椎穿刺に使用される脊椎針。

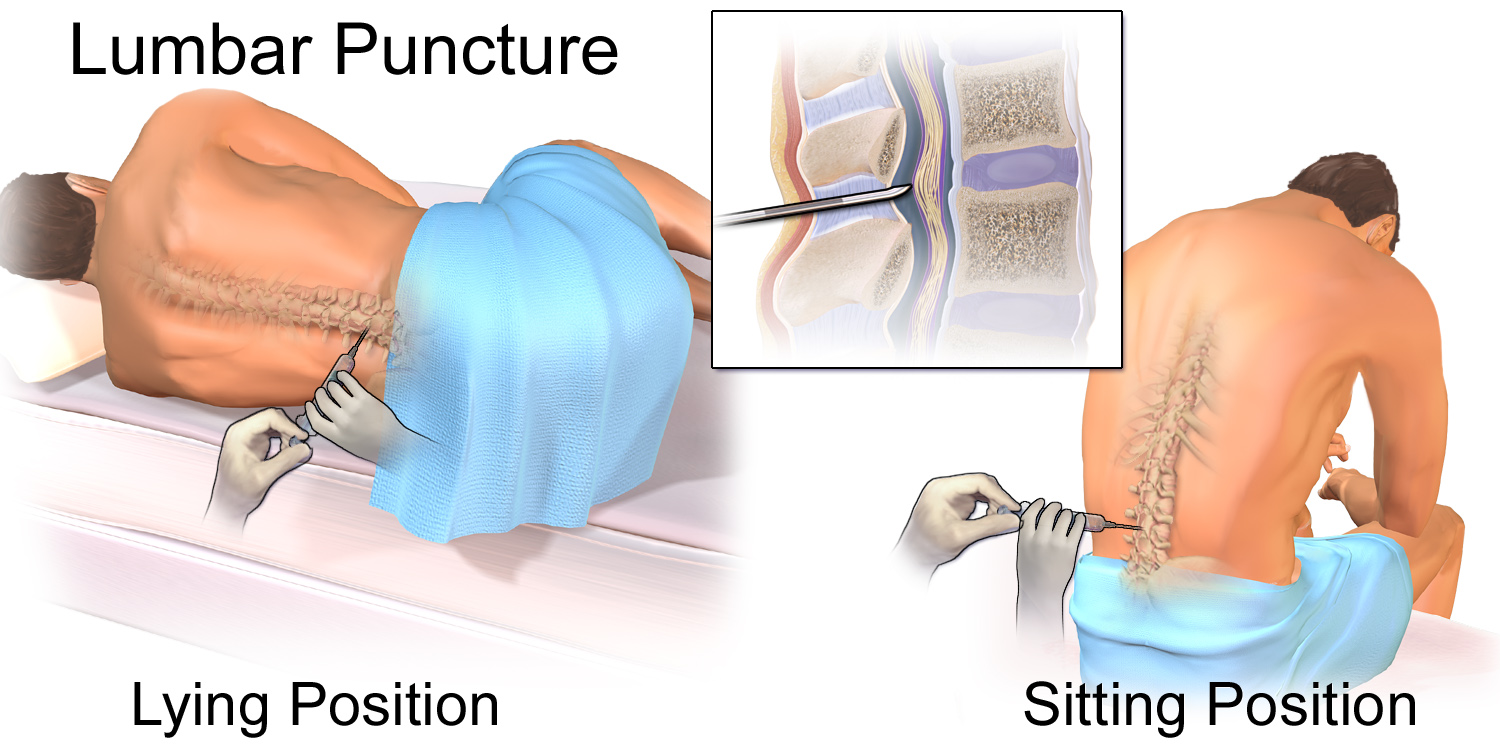
腰椎穿刺手順の一般的な体位を描いたイラスト。側臥位（左図）と坐位（右図）

患者は通常、横向きに寝かせられる（右よりも左の方が一般的）。患者は首を曲げて顎を胸に近づけ、背中を丸め、膝を胸に近づける。可能な限り胎児様体位に近づける。患者は丸椅子に座って、頭と肩を前に曲げることもある。腰の周りは、無菌手技下で準備する。適切な場所を触診したら、局所麻酔薬を皮膚の下に浸透させ、脊椎針の意図した経路に沿って注射する。ヤコビ線、すなわち、左右の腸骨稜の最高点を結んだ線がおよそ第4腰椎棘突起レベルとされており、穿刺の目印、ランドマークとされる事が多い。腰椎L3/L4、L4/L5、またはL5/S1の間に脊椎針を挿入し、腰椎槽周囲の黄色靭帯に入るときに独特の抵抗が生じるまで刺入する。針が硬膜を通過したことを示す2回目の抵抗変化まで、針を再度進める。くも膜と硬膜は、くも膜を硬膜に向かって押し出すくも膜下腔内の髄液からの流体圧力により、生きている人の脊椎内では互いに接触して存在する。したがって、針が硬膜を貫通すると、より薄いクモ膜も通過する。その後、針はくも膜下腔に挿入される。次に、脊髄針からスタイレット（内針、又は内筒ともいう）を抜き取り、脳脊髄液の滴を採取する。脳脊髄液の最初の圧力（初圧）は、単純な円柱圧力計を使用して、この収集中に測定できる。処置は、針を引き抜くことによって終了する。脊髄レベルは、脊髄損傷を避けるように選択される。以前は、患者は少なくとも6時間仰向けに横たわり、神経学的な問題の兆候がないか監視されていた。これが何らかの利益をもたらすという科学的証拠はない。ここに記載されている手法は、脊髄くも膜下麻酔で行われるものとほぼ同じである。
直立した坐位は、脊椎の解剖学的構造の歪みが少なく、髄液の採集が容易になるという利点がある。横向きに寝ると脊柱が側弯する原因となり、解剖学的目印が信頼できないため、肥満患者の腰椎穿刺に坐位を好む医師もいる。
内針の再挿入により、腰椎穿刺後の頭痛の発生率が低下する可能性がある。
すべての臨床環境で利用できるわけではないが、超音波ガイド下腰椎穿刺は、棘間スペースを可視化し、皮膚から脊椎の深さを評価するのに役立つ。超音波を使用すると、針の挿入と方向転換の回数が減り、腰椎穿刺の成功率が高まる。脊柱側弯症などの脊椎変形のある患者など、手技が困難な場合は、透視下（連続X線撮影下）で行うこともできる。

### 小児
小児では、屈曲座位は、血液の非混入、培養用髄液採取、細胞数の取得に関して、側臥位と同等の成功率であった。12か月未満の乳児では、屈曲座位での最初の試行で髄液を取得する成功率が高かった。
出生時の新生児の脊椎は、成人の脊椎とは異なる。脊髄円錐（脊髄の下端）は成人ではL1のレベルで終了するが、正期産の新生児ではL1～L3レベルに及ぶ場合がある。L3/L4またはL4/L5棘間レベルで脊髄円錐の下に脊髄針を挿入することが重要である。脊椎の成長に伴い、通常、脊髄円錐は2歳までに成体レベル（L1）に達する。
黄色靭帯と硬膜は、乳児や小児では成人ほど厚くない。したがって、特徴的な刺入時の抵抗増加または抵抗減少が小児腰椎穿刺では微妙または存在しない可能性があるため、針がくも膜下腔にいつ通過するかを評価することは困難である。脊椎針の深すぎる挿入可能性を減らすために、一部の臨床医は「シンシナティ法」を使用している。この方法では、針が真皮を通過したら、脊椎針の内針を抜く。内針を取り外した後、髄液が針から出始めるまで針を刺入する。必要な髄液が収集されると、内針を再挿入してから針を抜く。

## 解釈
脳脊髄液の分析には、一般に、細胞数と、グルコースおよびタンパク質濃度の測定が含まれる。脳脊髄液の他の分析は、診断上の疑いに従って実施される。

### 圧力測定

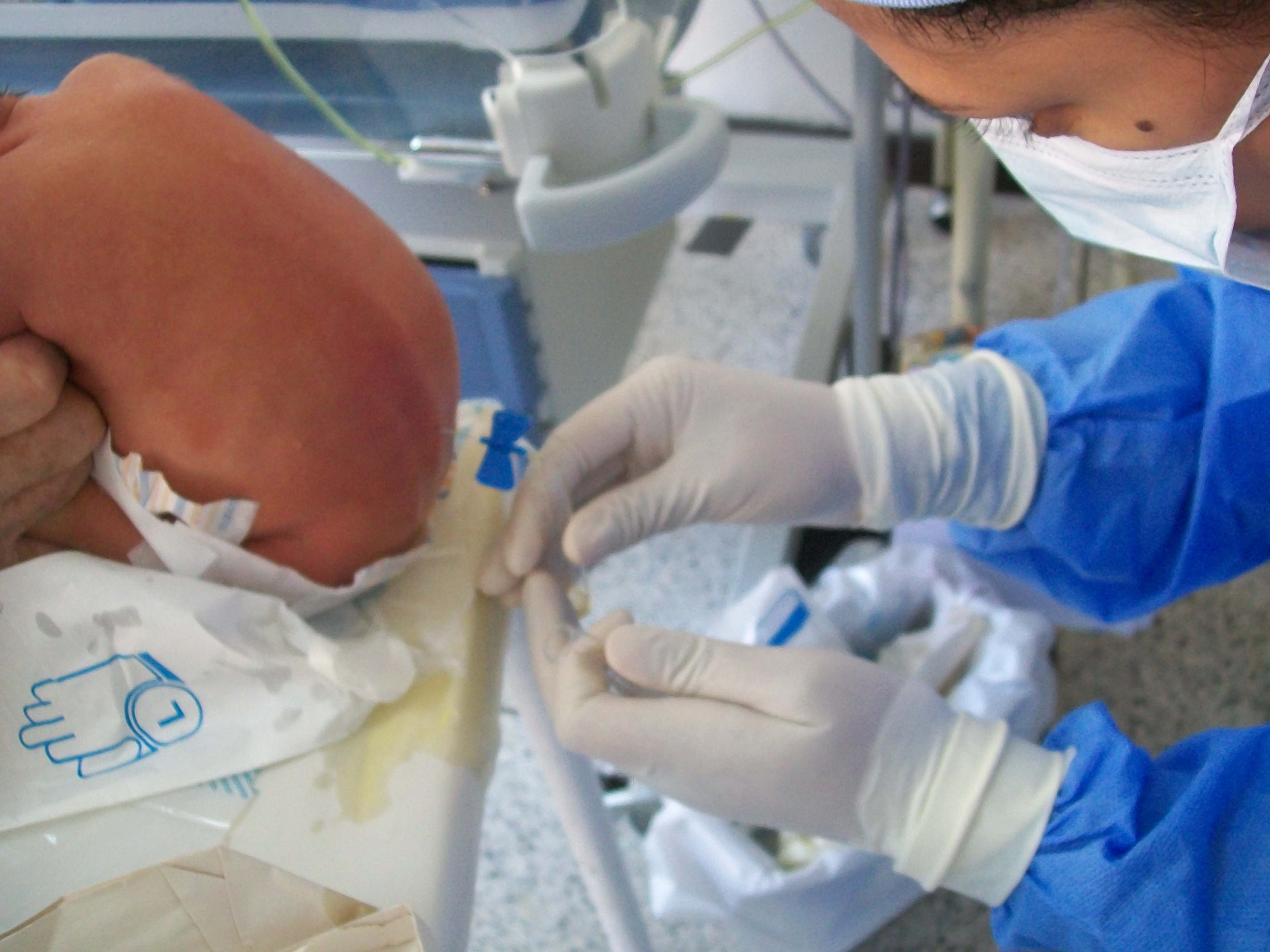
髄膜炎が疑われる子供の腰椎穿刺。

髄液圧の上昇は、うっ血性心不全、脳浮腫、くも膜下出血、血液透析に起因する低浸透圧、髄膜炎、化膿性髄膜炎または結核性髄膜炎、水頭症、または偽脳腫瘍を示している可能性がある。圧力が上昇している状態（または正常圧水頭症、圧力は正常であるが髄液が過剰である状態）では、腰椎穿刺が治療に役立つことがある。
髄液圧の低下は、全脊椎麻酔、脊髄液の漏出、重度の脱水、高浸透圧、または循環虚脱を示している可能性がある。処置中の圧力の大幅な変化は、髄液の大きなプールをもたらす腫瘍または脊椎麻酔状態、または大量の髄液に関連する水頭症を示している可能性がある。

### 細胞数
脳脊髄液中の白血球の存在は、髄液細胞増加症と呼ばれる。少数の単球は正常である場合がある。顆粒球の存在は常に異常な所見である。多数の顆粒球は、しばしば細菌性髄膜炎の前兆である。白血球はまた、繰り返される腰椎穿刺に対する反応、薬物または色素の以前の注射に対する反応、中枢神経系出血、白血病、最近のてんかん発作（英語: seizure）、または転移性腫瘍を示すこともある。
赤血球貪食の所見は、腰椎穿刺に先行する髄液への出血を意味する。したがって、髄液サンプルで赤血球が検出された場合、赤血球貪食は、頭蓋内出血や出血性ヘルペス性脳炎などの外傷性タップ（血性髄液）以外の原因を示唆している。その場合、画像検査やウイルス培養など、さらなる検査が必要である。

### 微生物学
髄液は、感染症を診断するために、さまざまな種類の塗抹標本や培養のために微生物学検査室に送ることができる。
- グラム染色は、細菌性髄膜炎のグラム陽性菌を示すことがある[37]。
- 培養は、細菌性髄膜炎を検出するためのゴールドスタンダードである。細菌、真菌、およびウイルスはすべて、さまざまな手法を使用して培養できる。
- ポリメラーゼ連鎖反応（PCR）は、ヘルペスウイルスやエンテロウイルスによる髄膜炎など、ある種の髄膜炎の診断において大きな進歩を遂げてきた。これは、中枢神経系の多くの感染症に対して高い感度と特異性を持ち、迅速で、少量の髄液で実行できる。高額の検査ではあるが、新生児患者のPCR検査の費用分析では、入院費用の削減による節約が示された[38][39]。
- 一部の国では、髄液の多数の抗体媒介検査が利用可能である。これらには、一般的な細菌性病原体の抗原の迅速検査、神経梅毒およびライム病の診断のためのトレポネマ力価[40]、コクシジオイデス抗体価[41]などが含まれる。
- クリプトコッカス・ネオフォルマンス（英語版）によって引き起こされる髄膜炎の検出には、墨汁試験がまだ使用されている[42][43]が、クリプトコッカス抗原（CrAg）試験の方が感度が高い[44]。

### 化学
脳脊髄液に含まれるいくつかの物質は、診断測定に利用できる。
- グルコースは髄液に存在する。濃度は通常、末梢血の約60%である[45]。したがって、腰椎穿刺時の指穿刺または静脈穿刺を行って、末梢グルコースレベルを評価し、予測される髄液グルコース値を決定することができる。グルコース濃度の低下[46]は、真菌、結核[47]または化膿性の感染症、リンパ腫、白血病髄膜浸潤、ムンプス髄膜脳炎、そして低血糖を示している可能性がある。低い髄液乳酸値に関連する、血糖値の3分の1未満のグルコース濃度は、De Vivo病（英語版）としても知られる遺伝性髄液グルコース輸送体欠損症の典型である[48]。
- 体液中のブドウ糖レベルの上昇は糖尿病を示している可能性があるが、60%ルールは適用される[49][50]。
- グルタミン濃度[51]の増加は、しばしば肝性脳症[52][53]、ライ症候群[54][55]、肝性昏睡、肝硬変[53]、高炭酸ガス血症、およびうつ病に関与している[56]。
- 乳酸濃度の上昇は、中枢神経系の癌、多発性硬化症、遺伝性ミトコンドリア病、低血圧、低リン血症、呼吸性アルカローシス、特発性痙攣、外傷性脳損傷、脳虚血、脳膿瘍、水頭症、低炭酸ガス血症または細菌性髄膜炎によって発生する可能性がある[49]。
- 乳酸脱水素酵素を測定することで、酵素濃度上昇に関連することが多い細菌起源の髄膜炎と、酵素が少ないか存在しないウイルス起源の髄膜炎を鑑別することができる[57]。
- 脳脊髄液の総タンパク質含有量の変化は、血液脳脊髄液関門の病的に増加した透過性[58]、髄液循環の障害、髄膜炎、神経梅毒、脳膿瘍、くも膜下出血、ポリオ、膠原病またはギラン・バレー症候群、髄液漏、頭蓋内圧の上昇、または甲状腺機能亢進症に起因する可能性がある。髄液タンパク質の異常な濃度上昇は、結核性髄膜炎または脊椎麻酔による可能性がある。
- IgG合成率は、測定されたIgGおよび総タンパク質濃度から算出される。多発性硬化症、横断性脊髄炎、視神経脊髄炎などの免疫疾患で上昇する。髄液中にはオリゴクローナルバンド（英語版）が検出される場合があるが、血清には検出されず、髄腔内抗体産生が示唆される。

| 感染       | 外観             | 白血球/mm3           | タンパク質（g/l）      | グルコース         |
| ---------- | ---------------- | -------------------- | ---------------------- | ------------------ |
| 正常       | 透明             | <5                   | 0.15～0.45             | >血糖値の2/3       |
| 細菌       | 黄ばみ、濁り     | >1,000（主に好中球） | >1                     | 低い               |
| ウイルス性 | 透明             | <200（主にリンパ球） | 軽度の増加             | 通常またはやや低い |
| 結核       | 黄色がかった粘性 | わずかな増加         | 著しく増加             | 減少した           |
| 真菌       | 黄色がかった粘性 | <50（主にリンパ球）  | 増加、むしろ最初は正常 | 通常またはやや低い |

## 歴史

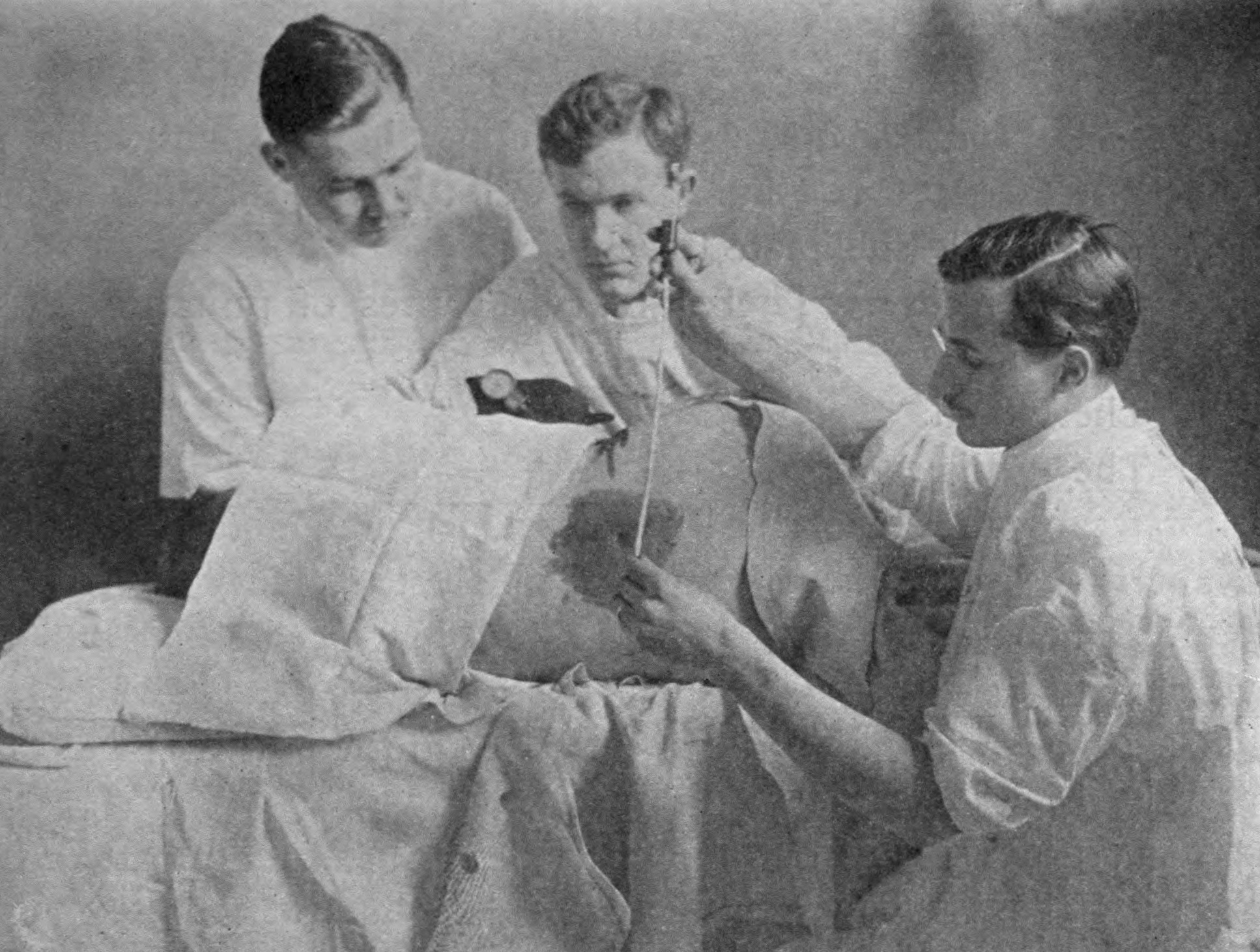
腰椎穿刺、20世紀初頭。穿刺針にチューブを接続し、液面の高さから髄液圧を測定している。

くも膜下腔にアクセスするための最初の技術は、ロンドンの医師ウォルター・エセックス・ウィンターによって報告された。1889年に、彼は結核性髄膜炎の4人の患者にカニューレ挿入による大まかなカットダウンを行った。主な目的は、診断ではなく、頭蓋内圧亢進の治療であった。腰椎穿刺の技術はドイツの医師ハインリヒ・クインケによって導入されたが、彼はウィンターが先に発見したと信じていた。クインケは、1891年にドイツのヴィースバーデンで開催された内科学会で、彼の経験を最初に報告した。その後、彼はこのテーマに関する本を出版した。
腰椎穿刺の手技は、小児病院を拠点とするハーバード大学医学部の助教であるアーサー H. ウェントワースによって米国に持ち込まれた。1893年、彼は脊髄液を調べることによる脳脊髄膜炎の診断に関する長編論文を発表した。しかし、彼は子供から脊髄液を採取したことで反生体解剖主義者から批判された。
歴史的に、腰椎穿刺は、1920年代から1970年代にMRIやCTなどの最新の非侵襲的神経画像処理技術が登場するまで広く行われた脳のX線画像検査で、現在では死語になっている気脳造影を行う過程でも使用されていた。この非常な痛みを伴う処置の間、髄液は、単純X線写真で脳の特定の領域の外観を増強させるために、腰椎穿刺を介して空気または他のガスに置き換えられた。